# M stik
m:stik je storitev fiksno mobilne konvergence, ki prepleta mobilno in internetno komunikacijo. Uporabnikom omogoča, da na internet povezan osebni ali prenosni računalnik opremijo s funkcijami mobilnika in z njim opravljajo in sprejemajo glasovne klice, uporabljajo SMS in MMS sporočanje ter videotelefonijo, obenem pa ohranijo svojo mobilno številko. Storitev je naslednik storitve m komunikator in je od konca novembra 2007  na voljo pri slovenskem mobilnem operaterju Mobitel.
Rešitev predstavlja usmeritev v zagotavljanje enotnih storitev in identitete uporabnika na različnih napravah, v mobilnem in internetnem svetu.
Klici prek m:stika v tujino se obračunavajo po enaki ceni, kot velja v Mobitelovem omrežju, poleg tega pa se ne zaračunavajo dohodni klici. Omogočena je tudi uporaba kratkih številk MPO, pri odhodnih in dohodnih klicih, doma in v tujini.
Storitev je skupaj z Mobitelom razvilo podjetje Iskratel v sodelovanju s podjetjema BridgePort Networks in Oberthur Card System in .

## Naprava m:stik
Fizična naprava m:stik je ključ USB z vgrajeno kartico SIM ali USIM. Strojna oprema ključa zajema sistem U3, ki omogoča prenosno uporabo programov s ključa USB. Podatkovni del ključa je razdeljen na zaščiteni in javno dostopni del, tako da uporabnik ne more izbrisati programa in nastavitev. Vgrajena kartica SIM skrbi za zaščito identitete in je ni mogoče zamenjati.

## Uporaba
Strojna in programska oprema se nahajata na USB ključu in ne zahteva predhodnega nameščanja programske opreme. Ob zagonu je potrebno vnesti kodo PIN mobilnega telefona. 
Ob priklopu na računalnik se program samodejno zažene in preusmeri uporabnikove klice in sporočila na odjemalec SIP v računalniku. Uporabniški vmesnik v slovenskem jeziku ima videz mobilnega telefona na sredini z dvema zavihkoma na vsaki strani - eden za stike, drug za video klice. 
Uporaba je mogoča z zvočniki in mikrofonom. Možna je sinhronizacija s poštnim odjemalcem Microsoft Outlook.

## Tehnologija
Strežniki na eni strani povezujejo mobilno omrežje, na drugi pa internet preko protokola internetne telefonije SIP (session initiation protocol). Znotraj mobilnega omrežja rešitev deluje kot telefonska centrala, v internetnem delu pa kot strežnik za SIP. 
Če pride v omrežje klic iz mobilnega omrežja, naprava poišče lokacijo klicanega uporabnika v HLRju (Home Location Register) in preusmeri klic, ne glede na to, ali je ta lokacija bazna postaja ali IP naslov. Hkrati s preusmeritvijo pretvarja celotno signalizacijo, tako da jo razume drugo omrežje.